# Anacrobunus
Genre
Anacrobunus est un genre d'opilions laniatores de la famille des Epedanidae.

## Distribution
Les espèces de ce genre se rencontrent en Indonésie et aux Philippines.

## Liste des espèces
Selon World Catalogue of Opiliones (26/06/2021) :
- Anacrobunus filipes Roewer, 1927
- Anacrobunus palawanensis Suzuki, 1985

## Publication originale
- Roewer, 1927 : « Weitere Weberknechte I. 1. Ergänzung der: "Weberknechte der Erde", 1923. » Abhandlungen des Naturwissenschaftlichen Vereins zu Bremen, vol. 26, p. 261–402.